# Хезель
Хезель (нем. Hesel) — община в Германии, в земле Нижняя Саксония.
Входит в состав района Лер. Подчиняется управлению Хезель. Население составляет 4096 человек (на 31 декабря 2010 года). Занимает площадь 44,02 км².
| Год  | Население |
| ---- | --------- |
| 1990 | 3278      |
| 1995 | 3548      |
| 2000 | 3850      |
| 2005 | 4115      |
| 2010 | 4113      |